# Landgericht Röttingen
Das Landgericht Röttingen war ein von 1804 bis 1840 so benanntes bayerisches Landgericht älterer Ordnung mit Sitz in Aub im heutigen Landkreis Würzburg.

## Geschichte
Die Landgerichte waren im Königreich Bayern Gerichts- und Verwaltungsbehörden, die 1862 in administrativer Hinsicht von den Bezirksämtern und 1879 in juristischer Hinsicht von den Amtsgerichten abgelöst wurden. Vom 14. Jahrhundert an war der Ort Röttingen Sitz eines Amtmannes des Hochstift Würzburg. Mit dem Übergang an Bayern wurde am 14. November 1804 das Landgericht Röttingen mit Sitz in Aub gegründet. Dabei wurden wohl zunächst die Verwaltungsstrukturen des aufgelösten Hochstiftes Würzburg adaptiert. Daher wurde das Landgericht (ä.O.) zunächst um den Sprengel des ehemaligen hochstiftischen Amtes Röttingen mit den Orten Aufstetten, Baldersheim, Bieberehren, Bolzhausen, Buch, Burgerroth, Gaukönigshofen, Klingen, Riedenheim, Röttingen, Sächsenheim, Sonderhofen, Stalldorf, Strüth und Tauberrettersheim gebildet. Zum Sprengel des Landgerichtes wurden aus dem ehemaligen hochstiftischen Amt Aub die Orte Aub und Oellingen und aus dem ehemaligen hochstiftischen Amt Bütthard die Orte Bütthard, Euerhausen, Gaubüttelbrunn, Gützingen, Höttingen, Oesfeld und Tiefenthal zugeordnet. Dazu kamen noch die Ortschaften Gaurettersheim, Rittershausen und Wolkshausen. 1806 bis 1814 war es dann ein Landgericht im Großherzogtum Würzburg. 1840 wurde das Landgericht Röttingen nach seinem Amtssitz Aub umbenannt. 1879 wurde das Amtsgericht Aub in den Grenzen des Landgerichtsbezirks Aub gebildet.